# Oggi un anno
Oggi un anno è il secondo album della cantante italiana Gilda Giuliani, pubblicato dall'etichetta discografica Ariston nel 1974.
Gli arrangiamenti sono curati da Franco Orlandini, Ninni Carucci, Alberto Ferrari e Gino Mescoli. Gli ultimi due citati compaiono anche come autori, insieme, fra gli altri, a Vito Pallavicini e Gianluigi Guarnieri. Dei 12 brani, ben 6 erano già stati inseriti nell'album di debutto dell'artista. Senza titolo viene presentato al Festival di Sanremo, manifestazione nella quale l'anno prima la Giuliani si era fatta conoscere eseguendo Serena, canzone riproposta in questo secondo lavoro. Sono contenute due cover: Tanto tempo fa (Once You Were a Rock di Jim Post) e Il cuscino (Pillow Talk di Sylvia Robinson).
Le canzoni dell'album vennero presentate durante la 30ª edizione della trasmissione radiofonica Gran varietà, dove la Giuliani era la cantante ospite fissa nei mesi di marzo e aprile del 1974. Dall'album vennero ricavati due singoli, tra i quali un brano, Amore, amore immenso fu in quel periodo la sigla di chiusura della trasmissione.

## Tracce

### Lato A
1. Senza titolo
2. Tutto è facile
3. Parigi a volte cosa fa
4. Amare due volte
5. Tanto tempo fa
6. Io corro da te

### Lato B
1. Amore, amore immenso
2. Il cuscino
3. Frau Schoeller
4. Dio che tutto puoi
5. Non fu peccato
6. Serena